# 메밀묵

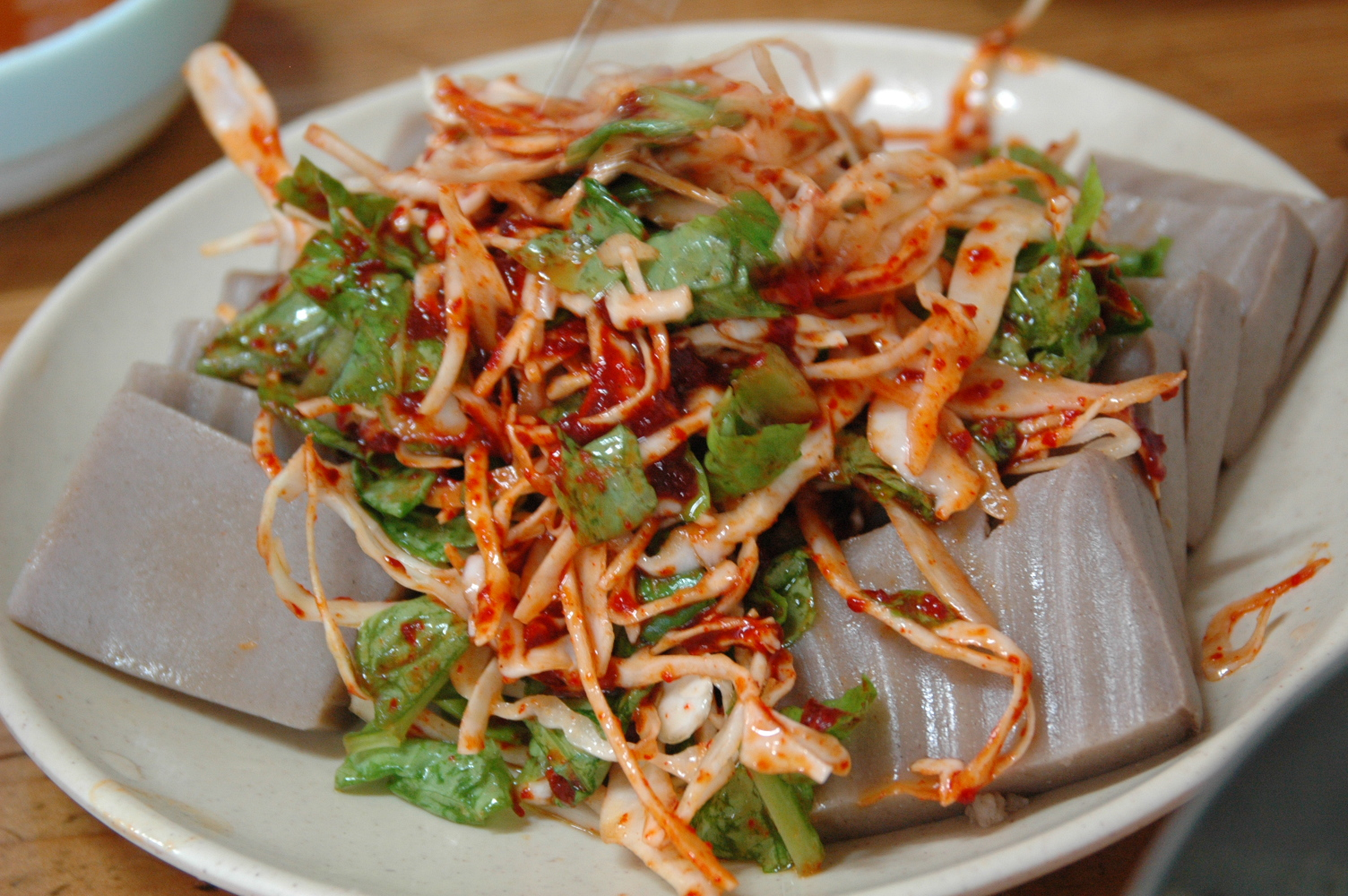
메밀묵무침

메밀묵은 한국 요리로서 메밀로 만드는 묵이다.
주로 양념장과 김치를 곁들여 메밀묵무침으로 만들어 반찬으로 먹는다. 소주를 마실 때 안주로 먹기도 한다.
갈색 빛깔이 나며, 대한민국에서 흔히 볼 수 있는 서민적인 음식이다. 대개 찹쌀떡과 같이 밤참으로 팔았는데, 요즈음엔 보기 힘들다.

## 같이 보기
- 녹두묵
- 황포묵
- 도토리묵